# 徐傍興
徐傍興（1909年1月29日—1984年8月3日）臺灣屏東縣內埔鄉美和村人，客家人，為美和中學的創辦人。

## 生平

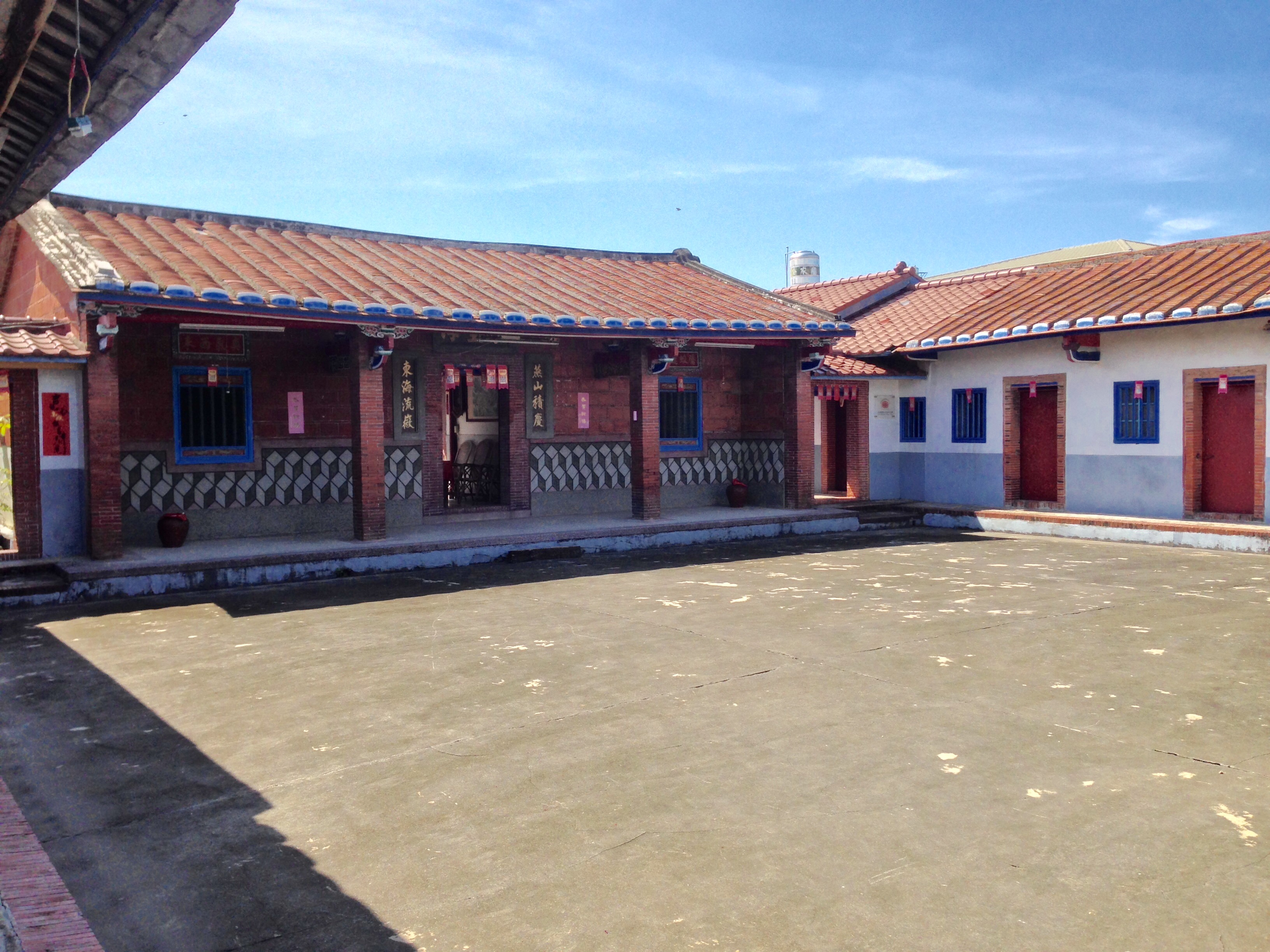
屏東縣內埔鄉美和村徐家夥房（徐傍興祖屋）

徐傍興在日治時期的1909年（明治42年）出生於阿猴廳潮州支廳內埔區港西下里忠心崙庄（今屏東縣內埔鄉美和村）徐家夥房，就讀內埔公學校，而後升上州立高雄中學，並為台大醫科前身——總督府臺北醫學專門學校第十三屆畢業生。1931年同邱壬妹在屏東完婚，生有6名子女。
1944年，徐傍興發表《台灣地方性甲狀腺腫瘤疾病之研究》論文取得臺北帝國大學醫學博士學位，1945年二戰結束之後受當時帝大附屬病院第一外科主任澤田教授所託接任主任職位並受聘為教授，為台灣主權移交後首任第一外科主任，但在1950年辭去職位，自行開設徐外科醫院擔任院長，且在1960年接任台中中山牙科專科學校首任校長。
1961年，徐傍興在家鄉創辦美和中學，自己擔任董事長並兼任校長一年，而後與繼任者李梅玉再成立美和護專，成為臺灣省第一所護理專科學校。1971年他成立美和中學青少棒隊，並曾六次獲得世界盃冠軍。1984年8月3日凌晨，徐傍興因第二度中風逝世，卒年76歲。
2007年，臺灣客家電視台拍攝的電視連續劇《大將徐傍興》即以徐傍興生平為主軸。

## 家族
- 父：徐友祥[2]
- 母：邱華妹[2]
  - 夫人：邱壬妹[2]
  - 長女：徐麗英[3][2]
  - 次女：徐蕙英，丈夫為首位本省人出身的中華民國駐外大使房金炎[2][3]。
    - 外孫女房滋寧、房律思[3][2]

  - 長子：徐旦隣[註 1][3][2][8]
  - 么女：徐美英[3][2]
  - 次子：徐於菟[註 2][3][2]
  - 么子：徐齊隣[註 1][3][2][8]